# クヴァ
クヴァ (ラテン文字:Quva, Kuva、ウズベク語: Quva / Қува、ロシア語: Кува) はウズベキスタン・アンディジャン州の都市である。州都のフェルガナからは北東に約30kmの地点にある。2012年の人口は36,975人となっている。「クバ」「クワ」と表記されることもある。

## 概要
1974年に都市として設立された。紀元前4-3世紀には街の原型ができていたと言われ、街の郊外にある遺跡からは10～11世紀頃の仏教寺院の跡などが見つかっている。仏教寺院は7世紀の後半に建造が開始されたとされるが、偶像崇拝を禁止するイスラム王朝のホラズム・シャー朝の侵入により13世紀には破壊されたと考えられている。クヴァにはフェルガナ出身の天文学者アルフラガヌス (アラビア語名：ファルガーニー) の銅像が立つ公園があり、そこに古代寺院の遺跡と一部復元された城壁がある。
街の主な産業は家具製作と織物産業である。街にはフェルガナからアンディジャンへと向かうウズベキスタン鉄道の駅がある。

## 教育施設
- クヴァ地区第84結核療養寄宿学校[4]